# Roberto Carlos: Duetos
Roberto Carlos: Duetos é um álbum ao vivo (CD e DVD) com duetos do cantor e compositor Roberto Carlos com grandes nomes da música popular brasileira, que foram gravados em seus especiais de fim de ano, na Rede Globo (desde 1974), que foram reunidos no ano de 2006.

## Faixas do CD
1. Pot-Pourri:(Tutti Fruti/Long Tall Sally/Hound Dog/Blue Suede Shoes/Love Me Tender) - Dueto com Erasmo Carlos em 1977.
2. Ternura - Dueto com Wanderléa em 1990.
3. Ligia - Dueto com Tom Jobim em 1978.
4. Coração de Estudante - Dueto com Milton Nascimento em 1985.
5. Sua Estupidez - Dueto com Gal Costa em 1997.
6. Mucuripe - Dueto com Fagner em 1991.
7. Amazônia - Dueto com Chitãozinho & Xororó em 1991.
8. Desabafo - Dueto com Ângela Maria em 1995.
9. Se Você Quer - Dueto com Fafá de Belém em 1991.
10. Rei do Gado - Dueto com Sérgio Reis e Almir Sater em 1996.
11. Se Eu Não Te Amasse Tanto Assim - Dueto com Ivete Sangalo em 2004.
12. Alegria, Alegria - Dueto com Caetano Veloso em 1992.
13. Além do Horizonte - Dueto com Jota Quest em 2005.
14. Jovens Tardes de Domingo- Dueto com Erasmo Carlos, Wanderléa, Wanderley Cardoso, Jerry Adriani, José Ricardo, Martinha, Waldirene, Rosemary, Cleide Alves, Ed Carlos, Ary Sanches, Ed Wilson e Os Vips em 1985.

## Faixas do DVD
1. Pot-Pourri:(Tutti Fruti/Long Tall Sally/Hound Dog/Blue Suede Shoes/Love Me Tender) - Dueto com Erasmo Carlos
2. Ternura - Dueto com Wanderléa
3. Ligia - Dueto com Tom Jobim
4. Amiga - Dueto com Maria Bethânia
5. Alegria, Alegria - Dueto com Caetano Veloso
6. Coração de Estudante - Dueto com Milton Nascimento
7. Pot-Pourri:(Olha/ Você Em Minha Vida/Outra Vez/Falando Sério/Um Jeito Estúpido De Amar/Proposta) - Dueto com Rosana
8. Amazônia - Dueto com Chitãozinho & Xororó
9. Mucuripe - Dueto com Fagner
10. Desabafo - Dueto com Ângela Maria
11. Rei do Gado - Dueto com Sérgio Reis e Almir Sater
12. Se Você Quer - Dueto com Fafá de Belém
13. Sua Estupidez - Dueto com Gal Costa
14. Além do Horizonte - Dueto com Jota Quest
15. Se Eu Não Te Amasse Tanto Assim - Dueto com Ivete Sangalo
16. Jovens Tardes de Domingo - Dueto com Erasmo Carlos, Wanderléa, Wanderley Cardoso, Jerry Adriani, José Ricardo, Martinha, Waldirene, Rosemary, Cleide Alves, Ed Carlos, Ary Sanches, Ed Wilson e Os Vips